# Zelebrant
Zelebrant (von lat. celebrare „feiern, preisen“) ist die Bezeichnung für einen der heiligen Messe oder einer anderen Liturgie vorstehenden Kleriker. Bei der heiligen Messe ist es ein Priester oder ein Bischof. Er wird als Hauptzelebrant (lateinisch celebrans principalis) bezeichnet, wenn Konzelebranten mit ihm gemeinsam amtieren. Das Handeln des Zelebranten wird entsprechend mit Zelebration bezeichnet. Im Zuge der Liturgiereform wurde im Missale Romanum die Bezeichnung celebrans durch sacerdos celebrans („feiernder Priester“) ersetzt.

## Geschichte
Bis zum Mittelalter wurde die ganze zum Gottesdienst versammelte Gemeinde als Zelebrant verstanden. 1324 formulierte der Paderborner Liber Ordinarius: „Populus celebrat.“ Im Laufe des Mittelalters trat das Volk zurück, und der Dienst des Priesters wurde allein wesentlich.
Nach dem Willen des Zweiten Vatikanischen Konzils (1963) verlangt das Wesen der Liturgie selbst jedoch die volle tätige und aktive Teilnahme des christlichen Volkes, das als „‚das auserwählte Geschlecht, das königliche Priestertum, der heilige Stamm, das Eigentumsvolk‘ (1 Petr 2,9 ; vgl. 1 Petr 2,4–5 ) kraft der Taufe berechtigt und verpflichtet“ sei. „Diese volle und tätige Teilnahme des ganzen Volkes ist bei der Erneuerung und Förderung der heiligen Liturgie aufs stärkste zu beachten, ist sie doch die erste und unentbehrliche Quelle, aus der die Christen wahrhaft christlichen Geist schöpfen sollen.“ Der Zelebrant wird als „Vorsteher“ (praeses) in zweifacher Rolle verstanden: „Als Angehöriger der Versammlung dient er ihr als Sprecher und Leiter; durch seine Ordination stellt er den eigentlichen Vorsteher, den erhöhten Christus, im Auftrag der Kirche dar.“ Im Namen aller Feiernden spricht er – „in der Rolle Christi an der Spitze der Gemeinde stehend“ – die Präsidialgebete oder Amtsgebete (orationes praesidentiales); Trägerin dieser Gebete ist die ganze Gemeinde, die sie abschließend durch „Amen“ bestätigt.